# Louis-Gabriel Croison
Louis-Gabriel Croison, né le 22 novembre 1890 à Reims (Marne) et mort le 2 décembre 1963 à Charleville (Ardennes), est un peintre paysagiste français.

## Biographie
Né à Reims de parents ardennais, son père est chapelier à Charleville et sa mère casquettière, Louis-Gabriel Croison débute comme peintre en bâtiment, tout en suivant les cours du soir de M. Bermyn, professeur de dessin au lycée Chanzy de Charleville. Sur la recommandation de ce dernier, il est admis à l'école des beaux-arts de Dijon où il est formé par M. Dargent pendant trois ans, avant qu'il ne se présente comme élève à l'école des beaux-arts de Paris en 1910 où il reçoit les enseignements de Raphaël Collin. Il revient dans les Ardennes à Charleville en 1913, y fonde une famille qui l'oblige à travailler comme peintre décorateur. 
Il peint et dessine néanmoins pour son plaisir. Peintre paysagiste depuis 1920, il représente essentiellement des paysages forestiers et des prairies aux environs de Charleville. Jean Rogissart le qualifie de "peintre du ciel et des arbres". Artiste solitaire et discret, il plante son chevalet au bord de la Sormonne, du Thin, ainsi que dans le massif de l'Ardenne, près de la Semoy notamment.

## Expositions
Il expose ses œuvres au Salon de la Société nationale des beaux-arts de 1921 à 1933, et au salon des artistes ardennais à Charleville de 1948 à 1963 organisé par l'union artistique des Ardennes, aux côtés d'autres peintres avec qui il se lie d'amitié, à l'image d'Émile Faynot, Eugène Thiery, Léon Cambis, Bonaventure Fieullien ou encore Jean Deville. Dans les années 1950, ses toiles sont présentées au Salon de Regniowez organisé par Bonaventure Fieullien.
LG Croison est également un portraitiste de talent. En 1962 il a réalisé les portraits de René Huart, son ami, peintre ardennais, 1936.1989 et de son épouse.
Sous le patronage de la ville de Charleville et la société d'études ardennaises, René Robinet, directeur des Archives départementales des Ardennes, organise du 23 février au 17 mars 1963 une exposition rétrospective à la salle de Nevers de Charleville : elle permet de recenser environ 250 œuvres réparties dans des collections privées et de présenter au public 90 tableaux et 25 dessins. 
Louis-Gabriel Croison décède le 2 décembre 1963 ; un hommage lui est rendu dans le journal L'Ardennais par René Robinet. 
Des œuvres sont aujourd'hui conservées au musée de l'Ardenne, aux Archives départementales des Ardennes, à la galerie d'art Rocheteau à Revin et dans diverses collections privées. Une rue de Charleville-Mézières porte le nom d'"impasse Louis Gabriel Croison".